# The Walking Dead (série de jogos eletrônicos)
The Walking Dead é uma série de jogos eletrônicos de aventura gráfica episódica desenvolvida e publicada pela Telltale Games e pela Skybound Games. É baseada na série de quadrinhos de mesmo nome criada por Robert Kirkman, Tony Moore e Charlie Adlard. Lançada pela primeira vez em abril de 2012, a série abrange atualmente quatro temporadas principais de cinco episódios, um episódio adicional como conteúdo para download e uma mini-temporada de três episódios, sendo que a quarta e última temporada foi lançada em 2018 e concluída em 2019. Os jogos foram lançados para computadores pessoais, consoles de jogos eletrônicos e dispositivos móveis, tendo tanto versões digitais quanto físicas.
A série, assim como os quadrinhos, começa com uma pandemia que transforma os mortos em "walkers" zumbi, causando a queda da civilização, e se passa ao longo da costa leste dos Estados Unidos. A série foca na personagem Clementine, uma jovem que é cuidada por Lee Everett durante a primeira temporada e, posteriormente, viaja sozinha e com outros grupos nas temporadas seguintes após Lee se sacrificar por ela. Na segunda temporada, ela se torna a tutora adotiva de AJ, um bebê que perdeu os pais. Quando Clementine se une a um grupo de sobreviventes chamado de New Frontier na terceira temporada, eles separam AJ dela, e Clementine trabalha com outro sobrevivente, Javier Garcia, para resgatar suas famílias do New Frontier. Na temporada final, alguns anos depois, Clementine e AJ se juntam a outros adolescentes em um internato para protegê-lo de bandidos e zumbis. Alguns personagens da série de quadrinhos, como Shawn Greene, Glenn Rhee, Hershel Greene, Michonne, Siddiq e Paul "Jesus" Monroe, apareceram durante a série de jogos eletrônicos.
Os jogos da série The Walking Dead deixam de lado os quebra-cabeças e a exploração típicos encontrados na maioria dos jogos de aventura e oferecem uma narrativa mais forte e interação com outros personagens. O jogo mescla essas cenas com outras mais voltadas para a ação, baseadas em eventos de quick time, para provocar empolgação durante o jogo. A Telltale introduziu a característica de ter numerosos "determinantes" que poderiam resultar das escolhas do jogador, como escolher qual dos dois personagens salvar durante um ataque, influenciando a história nos episódios e temporadas seguintes. A empresa usou esse aspecto de escolha do jogador em seus subsequentes jogos de aventura.
Embora a série tenha sido desenvolvida e publicada principalmente pela Telltale Games sob licença da Skybound, o estúdio efetivamente encerrou suas operações no final de 2018, no meio da quarta temporada principal, The Final Season. Robert Kirkman, criador de The Walking Dead e da Skybound, sentiu que era necessário concluir a história de Clementine e contratou parte da equipe da Telltale para finalizar a série. A Skybound também assumiu os deveres de publicação dos outros jogos da série.
A série tem sido elogiada por suas narrativas impactantes e pelo efeito das escolhas do jogador. A primeira temporada foi especialmente notada por ter sido considerada um renascimento do gênero de jogos de aventura, que estava em declínio desde cerca de 2000.

## Conceito
A série The Walking Dead é baseada na série de quadrinhos de mesmo nome. Os eventos do jogo ocorrem simultaneamente aos dos quadrinhos, começando no início de um apocalipse zumbi, no qual seres humanos mortos se tornaram "walkers" não-mortos que se alimentam dos vivos, o que rapidamente sobrecarregou a maioria da população. Como estabelecido nos quadrinhos e na série de televisão, isso é resultado de um vírus que todos os seres humanos vivos possuem, o qual assume o controle do cérebro do corpo após a morte da pessoa, e a única forma de deter isso é destruir o cérebro.
A série de jogos começa inicialmente na Geórgia, com a totalidade da primeira temporada e os eventos do conteúdo 400 Days ocorrendo dentro do estado. A segunda série acompanha os protagonistas enquanto se deslocam para o norte ao longo do litoral leste dos Estados Unidos, acreditando haver um acampamento humano no norte, bem como as temperaturas mais frias que diminuem a velocidade dos walkers.

## Jogabilidade
Os jogos de The Walking Dead seguem a mesma abordagem de jogos de aventura point-and-click que outras séries episódicas da Telltale Games também seguiram. Dentro de um episódio, o jogador controla um protagonista à medida que a história progride por várias cenas. Em uma cena, o jogador pode mover o personagem para explorar a área, examinar itens e iniciar árvores de diálogo com personagens não jogáveis; nessas conversas, o jogador tem a opção de selecionar várias opções para responder aos personagens, incluindo a opção de ficar em silêncio. Outras cenas são baseadas em elementos cinematográficos, usando eventos de quick time em que o jogador deve pressionar um botão do controle ou uma tecla indicada na tela para reagir a um evento. Falhar em fazer isso a tempo pode levar à morte do personagem ou a um final indesejado, e o jogo reiniciará logo antes dessas cenas.
Todas as escolhas feitas pelo jogador em The Walking Dead são registradas pelo jogo, e certas escolhas ("determinantes") influenciarão cenas posteriores ao longo dos episódios e da série até o momento em que o jogador continua a partir do mesmo estado de jogo salvo. Por exemplo, no primeiro episódio da primeira temporada, o jogador tem a opção de salvar um dos dois personagens não jogáveis de um ataque de walkers; o outro personagem é morto, enquanto o personagem sobrevivente impactará de forma única outros aspectos da história. Em outras ocasiões, a seleção de certas opções de diálogo influenciará a atitude de um personagem não jogável em relação ao protagonista, e isso pode se manifestar em cenas posteriores, fornecendo opções adicionais para o jogador selecionar. A Telltale Games acompanha essas decisões, incluindo cinco escolhas principais feitas durante o curso de cada episódio, permitindo que os jogadores comparem suas escolhas com as dos outros.

## Jogos
| Ano  | Título                                           | Plataforma(s) | Desenvolvedora(s)                                             |
| ---- | ------------------------------------------------ | --- | ------------------------------------------------------------- |
| 2012 | The Walking Dead: Season One                     | Android, iOS, macOS, Nintendo Switch, PlayStation 3, PlayStation 4, PlayStation Vita, Microsoft Windows, Xbox 360, Xbox One | Telltale Games                                                |
| 2013 | The Walking Dead: Season Two                     | Android, iOS, macOS, Nintendo Switch, PlayStation 3, PlayStation 4, PlayStation Vita, Microsoft Windows, Xbox 360, Xbox One | Telltale Games                                                |
| 2016 | The Walking Dead: Michonne                       | Android, iOS, macOS, PlayStation 3, PlayStation 4, Microsoft Windows, Xbox 360, Xbox One                                    | Telltale Games                                                |
| 2016 | The Walking Dead: A New Frontier                 | Android, iOS, Nintendo Switch, PlayStation 4, Microsoft Windows, Xbox One                                                   | Telltale Games                                                |
| 2018 | The Walking Dead: The Final Season               | Nintendo Switch, PlayStation 4, Microsoft Windows, Xbox One                                                                 | Telltale Games (episódios 1–2) Skybound Games (episódios 3–4) |
| 2019 | The Walking Dead: The Telltale Definitive Series | PlayStation 4, Microsoft Windows, Xbox One                                                                                  | Skybound Games                                                |